# Supercopa espanyola d'hoquei sobre patins masculina 2017-2018
L'edició 2017-2018 de la Supercopa espanyola d'hoquei patins masculina es disputa el 30 de setembre i 1 d'octubre de 2017 en el format de final a quatre. La supercopa enfrontà el CP Voltregà, equip amfitrió, el FC Barcelona Lassa, campió de la lliga espanyola, el Reus Deportiu, segon lloc del campionat i l'HC Liceo, tercer lloc i campió vigent. Els partits es realitzaran al Pavellò Victorià Oliveiras de la Riva, a Sant Hipòlit de Voltregà.

## Resultats

### Semifinals
| 30 de setembre de 2017 |  |               |                                      |
| Barcelona Lassa        |  | Reus Deportiu | Pavelló Municipal Victorià Oliveiras |
|                        |  |               | Pavelló Municipal Victorià Oliveiras |

| 30 de setembre de 2017 |  |          |                                      |
| Liceo                  |  | Voltregà | Pavelló Municipal Victorià Oliveiras |
|                        |  |          | Pavelló Municipal Victorià Oliveiras |

### Final
| 1 d'octubre de 2017 |  |  |                                      |
|                     |  |  | Pavelló Municipal Victorià Oliveiras |
|                     |  |  |                                      |